# کلاته دلبر
کلاته دلبر یک روستا در ایران است که در دهستان بیارجمند شهرستان شاهرود واقع شده‌است.